# 國府田マリ子 パーフェクト・ベスト
『國府田マリ子 パーフェクト・ベスト』（こうだまりこ パーフェクト・ベスト）は、國府田マリ子のベスト・アルバム。2011年6月8日にキングレコードより発売された。

## 解説
1990年代から2000年代に活動したキングレコード所属のJ-POPアーティストのベスト盤シリーズ「パーフェクト・ベスト・シリーズ」のうちの一作で、コナミ時代の音源も収録されている。

## 収録曲
1. 僕らのステキ
2. 夢はひとりみるものじゃない
3. 雨のちスペシャル
4. Looking For
5. 大切に思えるものが一緒ならいいよね
6. 淋しがりやの恋
7. ハチミツ
8. 心の矢印
9. もんしろちょう
10. その時まで
11. 花
12. 空の手のひら
13. Ta・ra・ra
14. 地球の想い〜ほしの想い〜
15. 君がいる空
16. Clear
17. 自由な翼
18. 虹が呼んでる